# 대구 파계사 산령각
대구 파계사 산령각(大邱 把溪寺 山靈閣)은 대한민국 대구광역시 동구 중대동 파계사에 있는 건축물이다. 1984년 7월 25일 대구광역시의 문화재자료 제8호로 지정되었다.

## 개요
파계사는 통일신라 애장왕 5년(804)에 세운 절로 법당과 부속건물 및 여러 암자를 갖추고 있는 절이다. 산령각을 지은 시기는 알 수 없으나 1976년에 고쳐 세우고 1979년 보수를 거쳐 오늘에 이르고 있다.
앞면 1칸·옆면 1칸 규모이며, 지붕은 옆면에서 볼 때 사람 인(人)자 모양을 한 맞배지붕이다. 지붕 처마를 받치기 위해 장식하여 만든 공포는 기둥 윗부분에 새 날개 모양으로 짜올렸다. 건물 안팎으로는 단청을 하여 화려함을 더하고 옆면 외벽에도 그림을 그려 넣었다.
전통 민간신앙이 불교에 습합(習合)되어 나타난 전각 중 하나로 화려한 꾸밈을 엿볼 수 있다.

## 참고 문헌
- 파계사산령각 - 국가유산청 국가유산포털